# 86
| [ Edytuj tabelę ] |                         |
| Cesarz Chin       | - 75 Han Zhangdi 88     |
| Władca Korei      | - 53 T’aejodae 146      |
| Król Nabatei      | - 70 Rabel II Soter 106 |
| Papież            | - 79 Anaklet 91         |
| Król Partów       | - 78 Pakorus II 105     |
| Cesarz Rzymu      | - 81 Domicjan 96        |

Rok 86 / LXXXVI
stulecia: I wiek p.n.e. ~
I wiek ~
II wiek

lata: 76 «
81 «
82 «
83 «
84 «
85 «
86
» 87
» 88
» 89
» 90
» 91
» 96

## Wydarzenia
- Rzymska prowincja Mezja (Moesia), dzisiejsze tereny Bułgarii i Serbii, została podzielona na Mezję Dolną i na Mezję Górną.

## Urodzili się
- 19 września - Antoninus Pius, cesarz rzymski (zm. 161)